# Mollisia cirsiicola
Mollisia cirsiicola är en svampart som beskrevs av Gremmen 1955. Mollisia cirsiicola ingår i släktet Mollisia och familjen Dermateaceae.   Inga underarter finns listade i Catalogue of Life.